# جو فلاهرتی
جو فلاهرتی (به انگلیسی: Joe Flaherty) (۲۱ ژوئن ۱۹۴۱ – ۱ آوریل ۲۰۲۴) بازیگر آمریکایی بود.
از کارهای معروف او می‌توان به بازی در فیلم یک تابستان دیوانه، دیترویت راک سیتی، استوارت خانواده‌اش را نجات می‌دهد و مجموعه تلویزیونی فریک‌ها و گیک‌ها اشاره کرد.